# 스리푸역

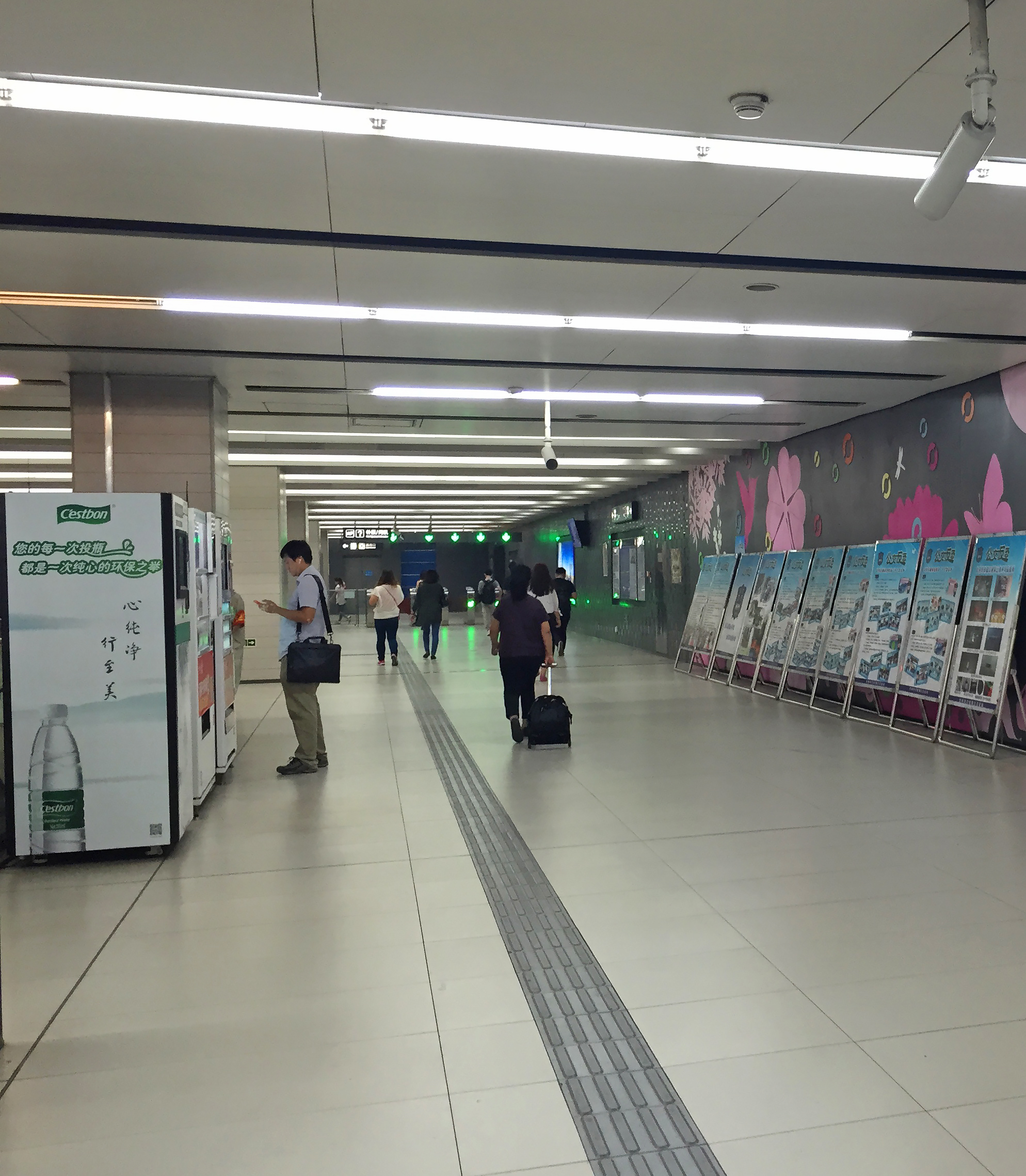
스리푸역 대합실 (2016년 9월)

스리푸역(중국어: 十里堡站)은 중국 베이징시 차오양구 류리툰 가도 차오양 북로·스리푸로·스푸잉로 교차로에 위치한 베이징 지하철 6호선의 역이다. 2012년 12월 30일에 개장했다.

## 위치
스리푸역은 동2환 외곽, 차오양 북로(동서방향) 및 스푸잉로-스리푸로(남북방향) 교차로에서, 동서방향으로 배치되어 있다.

## 구조
스리푸역은 지하 2층 역의 섬식 승강장으로 4개의 출구가 설치되어 있다. 역의 공사 길이는 219.1 m이다.
| 지면층          | 출구                            | B—D출구                            |
| 지하 2층        | 대합실                          | 고객 센터, 자동매표기, 이카통 충전 |
| 지하 3층 승강장 | ←                               | ■ 6호선 진안차오 방면 (진타이루)   |
| 지하 3층 승강장 | 섬식 승강장, 왼쪽 출입문이 열림 |                                    |
| 지하 3층 승강장 | →                               | ■ 6호선 루청 방면(칭녠루)          |

## 출구
스리푸역은 현재 3개의 입구가 있으며, A출구는 일시적으로 폐쇄되었다.
|                         |                                                                                              |      |
| 출구                    | 출구 인근                                                                                    | 사진 |
| 出口 · B                | 차오양 북로(북측), 스푸잉로, 청광 가원(晨光家园), 스리푸난구(十里堡南区), 룬펑자상(润枫嘉尚) |      |
| 出口 · C                | 차오양 북로(남측), 스리푸베이리(十里堡北里), 신화롄리징(新华联丽景)                          |      |
| 出口 · D                | 차오양 북로(남측), 바리좡난리(八里庄南里), 스리푸난리(十里堡西里), 비수이싱거(碧水星阁)      |      |
| 아이콘 설명: 엘리베이터 |                                                                                              |      |